# Euclystis cayuga
Euclystis cayuga là một loài bướm đêm trong họ Erebidae.